# Seven de Sudáfrica 2003
El Seven de Sudáfrica de 2003 fue la quinta edición del torneo sudafricano de rugby 7, fue el segundo torneo de la temporada 2003-04 de la Serie Mundial Masculina de Rugby 7.
Se disputó en la instalaciones del Outeniqua Park de George.

## Fase de grupos

### Grupo A
| Equipo     | Encuentros | Encuentros | Encuentros | Encuentros | Tantos  | Tantos    | Tantos     | Puntos |
| Equipo     | jugados    | ganados    | empatados  | perdidos   | a favor | en contra | diferencia | Puntos |
| ---------- | ---------- | ---------- | ---------- | ---------- | ------- | --------- | ---------- | ------ |
| Inglaterra | 3          | 3          | 0          | 0          | 97      | 5         | 92         | 9      |
| Argentina  | 3          | 2          | 0          | 1          | 71      | 43        | 28         | 7      |
| Zambia     | 3          | 1          | 0          | 2          | 31      | 78        | -47        | 5      |
| Canadá     | 3          | 0          | 0          | 3          | 17      | 90        | -73        | 3      |

Nota: Se otorgan 3 puntos al equipo que gane un partido, 2 al que empate y 1 al que pierda

### Grupo B
| Equipo        | Encuentros | Encuentros | Encuentros | Encuentros | Tantos  | Tantos    | Tantos     | Puntos |
| Equipo        | jugados    | ganados    | empatados  | perdidos   | a favor | en contra | diferencia | Puntos |
| ------------- | ---------- | ---------- | ---------- | ---------- | ------- | --------- | ---------- | ------ |
| Nueva Zelanda | 3          | 3          | 0          | 0          | 124     | 19        | 105        | 9      |
| Francia       | 3          | 2          | 0          | 1          | 59      | 48        | 11         | 7      |
| Kenia         | 3          | 1          | 0          | 2          | 45      | 58        | -13        | 5      |
| Zimbabue      | 3          | 0          | 0          | 3          | 10      | 113       | -103       | 3      |

### Grupo C
| Equipo    | Encuentros | Encuentros | Encuentros | Encuentros | Tantos  | Tantos    | Tantos     | Puntos |
| Equipo    | jugados    | ganados    | empatados  | perdidos   | a favor | en contra | diferencia | Puntos |
| --------- | ---------- | ---------- | ---------- | ---------- | ------- | --------- | ---------- | ------ |
| Fiyi      | 3          | 3          | 0          | 0          | 119     | 14        | 105        | 9      |
| Australia | 3          | 2          | 0          | 1          | 80      | 38        | 42         | 7      |
| Uganda    | 3          | 1          | 0          | 2          | 28      | 91        | -63        | 5      |
| Marruecos | 3          | 0          | 0          | 3          | 24      | 108       | -84        | 3      |

### Grupo D
| Equipo    | Encuentros | Encuentros | Encuentros | Encuentros | Tantos  | Tantos    | Tantos     | Puntos |
| Equipo    | jugados    | ganados    | empatados  | perdidos   | a favor | en contra | diferencia | Puntos |
| --------- | ---------- | ---------- | ---------- | ---------- | ------- | --------- | ---------- | ------ |
| Sudáfrica | 3          | 3          | 0          | 0          | 132     | 24        | 108        | 9      |
| Samoa     | 3          | 2          | 0          | 1          | 93      | 31        | 62         | 7      |
| Namibia   | 3          | 1          | 0          | 2          | 43      | 85        | -42        | 5      |
| Sri Lanka | 3          | 0          | 0          | 3          | 7       | 135       | -128       | 3      |

## Fase Final

### Cuartos de final
| 12 de diciembre | Inglaterra | 50 - 0 | Francia |  |  |

| 12 de diciembre | Sudáfrica | 42 - 7 | Australia |  |  |

| 12 de diciembre | Nueva Zelanda | 21 - 19 | Argentina |  |  |

| 12 de diciembre | Fiyi | 27 - 12 | Samoa |  |  |

### Semifinal
| 12 de diciembre | Inglaterra | 19 - 7 | Sudáfrica |  |  |

| 12 de diciembre | Nueva Zelanda | 31 - 26 | Fiyi |  |  |

### Final
| 12 de diciembre | Inglaterra | 38 - 14 | Nueva Zelanda |  |  |

| Bandera de Inglaterra  |
| Campeón Inglaterra     |
| 1º título del circuito |